# 盧煌
盧煌（1518年—1571年），字道含，號鶴川，河南開封府鄭州人，民籍，明朝政治人物。

## 生平
嘉靖十九年庚子科（1540年）河南鄉試第五十三名舉人。嘉靖三十五年（1556年）中式丙辰科會試第一百九十二名，三甲第一百九十二名進士。吏部观政，授行人司行人，四十年升司副，四十一年升户部员外，升郎中，甘肃管粮，四十四年升山西佥事、分巡河東，与巡抚不合，隆慶元年（1567年）考察致仕。五年卒，年五十四。

## 家族
曾祖盧善；祖父盧志高，壽官；父盧思齊，字希賢，號中虚，生员、封户部员外郎。母劉氏，贈孺人。兄炳、炜。